# Acropogon
Acropogon es un género de plantas con 25 especies de la familia Malvaceae. Es endémico de Nueva Caledonia.  Fue descrito por Friedrich Richard Rudolf Schlechter y publicado en  Botanische Jahrbücher für Systematik, Pflanzengeschichte und Pflanzengeographie 39: 186, en el año 1906.

## Especies seleccionadas
- Acropogon aoupiniensis
- Acropogon bullatus
- Acropogon domatifer
- Acropogon fatsioides
- Acropogon megaphyllus
- Acropogon veillonii